# .hack//G.U.

.hack//G.U. (ou .hack Conglomerate, pour le différencier de son prédécesseur, Project .hack), est une franchise multimédia créée comme suite de la franchise .hack. La série comprend trois jeux pour la console PlayStation 2, une série anime, de la prose et des mangas.
La trame commence en 2017, sept ans après les évènements racontés dans .hack. Dans l'espace de ces sept ans, non seulement Altimit OS fut remplacé par Altimit Mine OS, mais The World devint The World R:2. Le jeu est envahi de PK et l'anarchie domine.

## Intrigues

### Principales
- .hack//Roots, une série anime qui suit Haseo et ses activités avec la Twilight Brigade, qu'il vient de rejoindre. Elle parle aussi de son essor et comment il reçut le surnom de « la Terreur de la Mort ». Vers la fin de la série commence .hack//G.U. lui-même.
- .hack//G.U., une série de jeux vidéo qui suivent Haseo, à la poursuite de Tri-Edge et sa participation à Project G.U., ainsi que les mystérieux AIDA (intelligences artificielles) qui dévastent The World R:2. Cette série est très populaire : le troisième volume des jeux ayant vendu plus de 100 000 copies le jour de sa sortie au Japon, y devenant le jeu nº1 en ventes.

### Secondaires
- .hack//CELL, un roman sur une personne de classe Edge Punisher, Midori, qui se voit approchée par Haseo pour obtenir des renseignements sur Tri-Edge.
- .hack//G.U.+, une adaptation non officielle au manga des trois jeux vidéo .hack//G.U..
- .hack//4koma, une série manga qui rajoute une pointe d'humour à .hack et .hack//G.U..
- .hack//GnU, une série manga humoristique sur un personnage de classe Blade Brandier appelé Reid et la septième division de la guilde Moon Tree.
- .hack//Alcor, une série manga sur une fille, Nanase, qui semble beaucoup apprécier Silabus ainsi qu'Alkaid lorsqu'il était empereur du Demon Palace.
- Online Jack, une série de clips anime dans la section d'actualités d'un site fictionnel sur .hack//G.U.. Elle raconte la « vraie » histoire du mystérieux « Doll Syndrome ».